# Monegaskisch voetbalelftal (mannen)
Het Monegaskisch voetbalelftal is een team van voetballers dat Monaco vertegenwoordigt bij internationale wedstrijden. Onder auspiciën van de wereldvoetbalbond NF-Board bereikte Monaco eenmaal de WK-finale in 2006.

## WK historie
Monaco was actief op de volgende VIVA-wereldkampioenschappen voetbal:

## Geschiedenis
Het Prinsdom Monaco is een onafhankelijk dwergstaatje, dat erkend is door de internationale gemeenschap. Desondanks wenst de Monegaskische voetbalbond tot heden geen lid te worden van de FIFA en de UEFA. Monaco sloot zich aan bij de NF-Board, een alternatieve voetbalfederatie die bestemd is voor de landen die geen lid zijn van de FIFA.
Onder auspiciën van de wereldvoetbalbond NF-Board nam Monaco in 2006 voor het eerst deel aan de VIVA-wereldkampioenschap voetbal. In Occitanië kwam Monaco met succes door de groepsfase, met overwinningen tegen Zuid-Kameroen en gastland Occitanië. In de finale trof Monaco het overtuigende Sáami. Monaco werd met 21-1 geklopt en werd tweede.

## Bekende spelers
- Armand Forchério
- Manuel Vallaurio

Betaald voetbal · FMF · Nationaal voetbalelftal · Stade Louis II

Voetbalclubs: AS Monaco · AJS Monéghetti · Monaco TLG · Sun Casino

1 CONCACAF-lid · 2 geassocieerd CAF-lid · 3 geassocieerd OFC-lid · 4 geassocieerd AFC-lid